# خاغيندرا ثابا ماغار
خاغيندرا ثابا ماغار (1992 - 2020)، هوأقصر رجل في العالم، قياس 0.67 متر، فاز بلقب أقصر رجل من إدوارد نينو هيرنانديز عندما بلغ 18 عامًا في 14 أكتوبر 2010.
وحصل خاغيندرا على لقب أقصر رجل، بمصادقة من موسوعة غينيس للأرقام القياسية عام 2010، إذ لم يتجاوز طوله 67 سنتيمترا، ولم يزد وزنه عن ستة كيلوغرامات.
توفي يوم 17 يناير 2020 في أحد مستشفيات نيبال، جرّاء إصابته بالتهاب رئوي في مدينة بوخارا، حيث كان يعيش مع أهله على بعد 200 كيلومتر من العاصمة كاتماندو.